# Лонгформ
Лонгформ — (з англ. long — довгий та form — формат, вид) — один із жанрів журналістики, до якого належать матеріали із великим вмістом контенту. Зазвичай такі матеріали містять від 1000 до 20 000 слів.

## Історія
Першими лонгформами вважають трактати. Термін застосовується вченими до релігійних та політичних творів принаймні ще у XIII столітті. Вони були використані для поширення вчення Джона Вікліффа в 14 столітті. Як політичний інструмент вони поширювалися по всій Європі протягом 17 століття. Вони були надруковані як переконливі релігійні матеріали з часу винаходження друкарського верстата Гутенбергом.
Ще одна фаза становлення лонгформу — часи Реформації. Це пов'язано із високим рівнем пропаганди. Мова йде про 17-19 сторіччя. Книги вважалися дорогими, тому лонгформи у вигляді брошур широко випускалися та розповсюджувалися.
ЮНЕСКО визначила брошуру як «неперіодичну друковану публікацію щонайменше 5, але не більше 48 сторінок, за винятком титульних сторінок, опублікованих у певній країні та доступних для громадськості», а також книгу "неперіодичні друковане видання щонайменше 49 сторінок, без обкладинки".
Лонгформ розвивається й активно використовується в західних ЗМІ. За останні кілька років Середній, BuzzFeed, The New York Times та Atavist стали публікувати великі матеріали. Культура та література у формі лонгформи розповідають журналісти «Харперс Базар» та «Атлантик». А у 2010 з'явився окремий сервіс — Longform.org. Щоб користувачі не публікували матеріали, які не підходять для визначення лонгформи, адміністрація сайту ввів обмеження — стаття не може бути менше ніж дві тисячі символів.
Поняття лонгформу ширше за лонгрід. Але ці терміни пов'язані.

## Приклади
- http://www.thecleanestline.com/2014/04/climbing-in-iceland-with-loki-the-deceiver.html [Архівовано 10 червня 2016 у Wayback Machine.]
- http://www.chevrolet.com/about/bowtie-history%5Bнедоступне+посилання+з+липня+2019%5D